# Japan Electronics and Information Technology Industries Association
La Japan Electronics and Information Technology Industries Association (社団法人電子情報技術産業協会?, Shadan-hōjin Denshi Jōhō Gijutsu Sangyō Kyōkai, JEITA) è un'associazione di categoria giapponese per le industrie dell'elettronica e della tecnologia dell'informazione. Fu fondata nel 2000 da due precedenti organizzazioni, la Electronic Industries Association of Japan e la Japan Electronic Industries Development Association.